# رصيف الكرنفال
رصيف الكرنفال هو مسلسل تلفزيوني خيالي أميركي من أنتاج رينيه إيشفاريا وترافيس بوشام، تم عرضه لأول مرة على أمازون فيديو في 30 أغسطس، 2019. من بطولة أورلاندو بلوم وكارا ديليفين. في يوليو 2019 ، تم إعلان أن أمازون فيديو جددت المسلسل لموسم ثانٍ.

## القصة
المخلوقات الأسطورية التي فرت من وطنها مزقتها الحرب وتتجمع في مدينة بيرغ حيث الغضب والتوترات تغلي بين المواطنين مع تزايد أعداد المهاجرين إليها.

## روابط خارجية
- رصيف الكرنفال على موقع IMDb (الإنجليزية)
- رصيف الكرنفال على موقع ميتاكريتيك (الإنجليزية)
- رصيف الكرنفال على موقع روتن توميتوز (الإنجليزية)
- رصيف الكرنفال على موقع كينوبويسك (الروسية)
- رصيف الكرنفال على موقع ألو سيني (الفرنسية)
- رصيف الكرنفال على موقع قاعدة بيانات الفيلم (الإنجليزية)